# Augustin Simmel Ndiaye
Augustin Simmel Ndiaye (* 2. Januar 1959 in Fadiouth, Mali-Föderation) ist ein senegalesischer römisch-katholischer Geistlicher und Bischof von Saint-Louis du Sénégal.

## Leben
Augustin Simmel Ndiaye studierte Philosophie und Katholische Theologie am interdiözesanen Priesterseminar François Libermann in Sébikotane. Am 9. April 1983 empfing er das Sakrament der Priesterweihe für das Erzbistum Dakar.
Nach der Priesterweihe war Ndiaye zunächst als Pfarrvikar der Kathedrale von Dakar tätig. 1988 wurde er für weiterführende Studien nach Rom entsandt, wo er 1992 mit der Arbeit La liberté et l’autonomie des fidèles laïcs dans les matières temporelles. Étude du canon 227 et essai d’application au domaine politique au Sénégal („Die Freiheit und Autonomie der Laien in weltlichen Angelegenheiten. Untersuchung von can. 227 und Versuch einer Anwendung auf den politischen Bereich im Senegal“) im Fach Kanonisches Recht promoviert wurde. Nach der Rückkehr in seine Heimat lehrte Ndiaye von 1992 bis 2014 als Professor Kanonisches Recht und Einführung in die praktische Sakramentenliturgie am interdiözesanen Priesterseminar François Libermann in Sébikotane, dessen Regens er zudem von 1998 bis 2005 war. Daneben wirkte er von 1992 bis 1993 als Pfarrvikar der Pfarrei Sainte Thérèse in Grand Dakar und von 2005 bis 2014 als Pfarrer der Kathedrale von Dakar. Ferner fungierte er von 1996 bis 1999 als Präsident der senegalesischen Klerikervereinigung und von 2005 bis 2014 als Offizial des interdiözesanen Kirchengerichts in Thiès. Darüber hinaus gehörte er in dieser Zeit dem Diözesanvermögensverwaltungsrat des Erzbistums Dakar an. Von 2014 bis 2018 war Ndiaye als Fidei-Donum-Priester im Bistum Angers und am dortigen Kirchengericht tätig. Anschließend war er Pfarrer der Pfarrei Sainte Marthe in M’bour. Ab 2020 fungierte Ndiaye als Rektor der Université Catholique de l’Afrique de l’Ouest (UCAO) in Ouagadougou.
Am 2. April 2025 ernannte ihn Papst Franziskus zum Bischof von Saint-Louis du Sénégal. Der emeritierte Erzbischof von Dakar, Benjamin Ndiaye, spendete ihm am 12. Juli desselben Jahres die Bischofsweihe; Mitkonsekratoren waren der Bischof von Nouakchott, Victor Ndione, und der Bischof von Diébougou, Raphaël Kusiélé Dabiré.